# Ahora (álbum de Fiskales Ad-Hok)
Ahora es el primer álbum en vivo de la banda de punk rock chilena Fiskales Ad-Hok. Fue grabado en un concierto en vivo en el local "La Batuta", en el mes de abril de 2000, y lanzado unos meses después, bajo C.F.A., una discográfica independiente creada por los mismos Fiskales Ad-Hok. En este disco es donde el nuevo baterista "Memo" hace su debut en la banda. Además, luego de lanzar este álbum realizan su primera gira europea, que los lleva a 8 países (Alemania, Holanda, Bélgica, Suiza, Italia, Austria, República Checa y Polonia) donde tocan en un circuito de centros sociales y casas okupadas, logrando gran reconocimiento en la escena punk europea.

## Canciones
1. «Odio»
2. «Lorea Elvis»
3. «Carrusel»
4. «No estar aquí»
5. «Campanitas»
6. «La Mancha del Jaguar»
7. «Ten Piedad»
8. «Cuando muera»
9. «Caldo E'Caeza»
10. «Gordo»
11. «Algo»
12. «Al puerto»
13. «Tevito»
14. «Perra»
15. «Ponk»
16. «El Circo»
17. «Hambre del corazón»
18. «Eugenia»
19. «Ranchera»
20. «A & R»
21. «Resistiré»
22. «El Cóndor»

## Miembros
- Álvaro España - Voz
- Marcelo "Víbora" Larralde - Guitarra Solista
- Álvaro "Guardabosques" Rozas - Guitarra Rítmica
- Rodrigo "Memo" Barahona - Batería
- Rubén "Roly" Urzúa - Bajo

- Datos: Q5661085